# Ternstroemia megaloptycha
Ternstroemia megaloptycha är en tvåhjärtbladig växtart som beskrevs av Clarence Emmeren Kobuski. Ternstroemia megaloptycha ingår i släktet Ternstroemia och familjen Pentaphylacaceae. Inga underarter finns listade i Catalogue of Life.